# Gervase Markham (programmatore)
Gervase Markham (Morland, 21 giugno 1978 – 27 luglio 2018) è stato un programmatore britannico.

## Biografia
William Markham era un ingegnere informatico britannico che operò a partire dal 1999 nella Mozilla Foundation, e divenne uno dei principali sviluppatori di Bugzilla. All'età di 23 anni, dopo essersi laureato all'Università di Oxford, divenne il più giovane impiegato retribuito di Mozilla.org.
Nel 2006, vinse l'O'Reilly Open Source Award per essere stato il "Miglior attivista della community". Tenne anche delle conferenze per la FOSDEM su Mozilla e Bugzilla. Dopo una lunga battaglia contro un carcinoma adenoido-cistico, morì il 27 luglio 2018.

## Vita privata
Markham prendeva il nome dal nonno paterno Canon Gervase Markham (1910–2007), scudiero e vicario di Morland, vicino a Penrith. Entrambi avevano un legame di parentela con l'omonimo poeta e scrittore del sedicesimo e diciassettesimo secolo e l'arcivescovo di York William Markham, vissuto nel diciottesimo secolo.
Markham era un seguace della rinascita cristiana e si dichiarò favorevole all'uscita del Regno Unito dall'Unione europea.

## Ascendenza
|                                    |              |                              | Genitori                          |  |  | Nonni |  |  | Bisnonni                        |  |  | Trisnonni                   |  |
|                                    |              |                              |                                   |  |  |       |  |  | Rev. Algernon Augustine Markham |  |  | Rev. Charles Warren Markham |  |
|                                    |              |                              |                                   |  |  |       |  |  | Rev. Algernon Augustine Markham |  |  | Rev. Charles Warren Markham |  |
|                                    |              | Margaret Barton              |                                   |  |  |       |  |  | Rev. Algernon Augustine Markham |  |  |                             |  |
| Rev. Gervase William Markham       |              |                              |                                   |  |  |       |  |  | Rev. Algernon Augustine Markham |  |  |                             |  |
|                                    |              | Winifred Edith Barne         | Frederick St John Newdegate Barne |  |  |       |  |  |                                 |  |  |                             |  |
|                                    |              | Winifred Edith Barne         | Frederick St John Newdegate Barne |  |  |       |  |  |                                 |  |  |                             |  |
|                                    |              | Winifred Edith Barne         | Constance Adelaide Seymour        |  |  |       |  |  |                                 |  |  |                             |  |
| Frederick Charles Theodore Markham |              | Winifred Edith Barne         |                                   |  |  |       |  |  |                                 |  |  |                             |  |
|                                    |              | Rev. Bennett Maxwell Banks   | David Banks                       |  |  |       |  |  |                                 |  |  |                             |  |
|                                    |              | Rev. Bennett Maxwell Banks   | David Banks                       |  |  |       |  |  |                                 |  |  |                             |  |
|                                    |              | Rev. Bennett Maxwell Banks   | Ellen Parkhouse                   |  |  |       |  |  |                                 |  |  |                             |  |
| Barbara Mary Dalzell Banks         |              | Rev. Bennett Maxwell Banks   |                                   |  |  |       |  |  |                                 |  |  |                             |  |
|                                    |              | Katherine Mary Dalzell Piper | Arthur Dalzell Piper              |  |  |       |  |  |                                 |  |  |                             |  |
|                                    |              | Katherine Mary Dalzell Piper | Arthur Dalzell Piper              |  |  |       |  |  |                                 |  |  |                             |  |
|                                    |              | Katherine Mary Dalzell Piper | Agnes Mary Doherty                |  |  |       |  |  |                                 |  |  |                             |  |
| Gervase Markham                    |              | Katherine Mary Dalzell Piper |                                   |  |  |       |  |  |                                 |  |  |                             |  |
|                                    | Joseph Steel | …                            |                                   |  |  |       |  |  |                                 |  |  |                             |  |
|                                    | Joseph Steel | …                            |                                   |  |  |       |  |  |                                 |  |  |                             |  |
|                                    | Joseph Steel | …                            |                                   |  |  |       |  |  |                                 |  |  |                             |  |
| Ian Joseph Steel                   | Joseph Steel |                              |                                   |  |  |       |  |  |                                 |  |  |                             |  |
|                                    |              | Beatrice Courage             | Edward Courage                    |  |  |       |  |  |                                 |  |  |                             |  |
|                                    |              | Beatrice Courage             | Edward Courage                    |  |  |       |  |  |                                 |  |  |                             |  |
|                                    |              | Beatrice Courage             | Beatrice Awdry                    |  |  |       |  |  |                                 |  |  |                             |  |
| Suzanna Pauline Steel              |              | Beatrice Courage             |                                   |  |  |       |  |  |                                 |  |  |                             |  |
|                                    |              | Hugh Manwaring               | Alfred Manwaring                  |  |  |       |  |  |                                 |  |  |                             |  |
|                                    |              | Hugh Manwaring               | Alfred Manwaring                  |  |  |       |  |  |                                 |  |  |                             |  |
|                                    |              | Hugh Manwaring               | Frances Emily Randell             |  |  |       |  |  |                                 |  |  |                             |  |
| Diana Frances Manwaring            |              | Hugh Manwaring               |                                   |  |  |       |  |  |                                 |  |  |                             |  |
|                                    |              | Evelyn Marguerite Disney     | …                                 |  |  |       |  |  |                                 |  |  |                             |  |
|                                    |              | Evelyn Marguerite Disney     | …                                 |  |  |       |  |  |                                 |  |  |                             |  |
|                                    |              | Evelyn Marguerite Disney     | …                                 |  |  |       |  |  |                                 |  |  |                             |  |
|                                    |              | Evelyn Marguerite Disney     |                                   |  |  |       |  |  |                                 |  |  |                             |  |